# Walter Dick
Walter Dick (Kirkintilloch, 1905. szeptember 20. – Lafayette, 1989. július 24.) skót születésű, egykori amerikai válogatott labdarúgó.